# Hipposideros pomona
Hipposideros pomona — є одним з видів кажанів родини Hipposideridae.

## Поширення
Країни поширення: Бангладеш, Камбоджа, Китай, Індія, Лаос, Малайзія, М'янма, Непал, Таїланд, В'єтнам. Лаштує сідала невеликими колоніями по кілька особин у печерах і ущелинах в підземних місцях.

## Загрози та охорона
Немає серйозних загроз для даного виду в цілому. Цей вид присутній у багатьох охоронних територіях.